# Allerkanal (Ohre)
Der Allerkanal in Sachsen-Anhalt ist eine namentlich heute 21,6 km, ursprünglich wohl fast 24 km lange Verbindung von der oberen Aller zum Elbe-Zufluss Ohre. Mithin ist er eine der Gewässerverbindungen zwischen dem Flusssystem der Weser und dem Flusssystem der Elbe. Hydrografisch trägt er die Gewässerkennzahl 57632.

## Geschichte
Angelegt wurde der Kanal im Rahmen der Urbarmachung des Feuchtgebietes Drömling in den Jahren 1783–1796.
In Verbindung mit der Verlängerung des Mittellandkanals von Peine in den 1930er Jahren wurde der Abzweig des Allerkanals aus der Aller als Aller-Hochwasserableiter II geradeaus zum Mittellandkanal verlängert (heute GKZ 57522). So beginnt der Allerkanal heute namentlich erst zwei Kilometer von der Aller entfernt mit einer Gabelung des Hochwasserableiters. Der Bau des Aller-Hochwasserableiters II war 1952 das letzte deutsch-deutsche Gemeinschaftsprojekt im Drömling vor der Wiedervereinigung.

## Verlauf

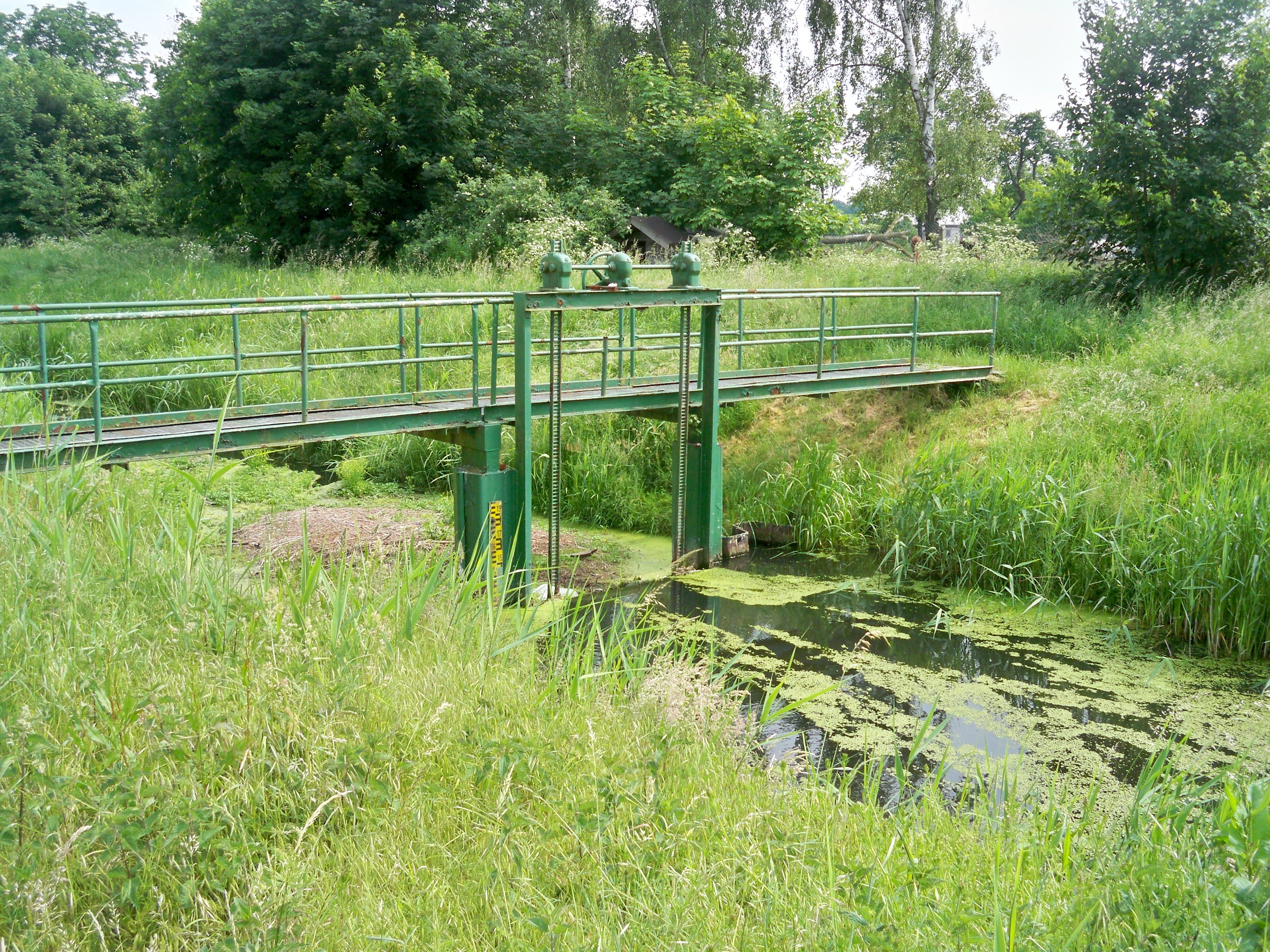
Allerkanal mit Wehr bei Bergfriede

Der Allerkanal besteht aus mehreren schnurgeraden Teilstrecken. Den größten Teil seines Weges verläuft er heutzutage im Abstand von 2 km oder weniger südlich parallel des Mittellandkanals. Schließlich unterkreuzt er den Schifffahrtsweg mit einem Düker, um nach vier weiteren Kilometern in spitzem Winkel von rechts in die Ohre zu münden, etwa 6 km vor Calvörde. Der Allerkanal ist – abgesehen vom Mittellandkanal – das längste künstliche Gewässer im Drömling.